# Dupontia
Dupontia  R.Br. é um género botânico pertencente à família Poaceae, subfamília Pooideae, tribo Poeae.
Suas espécies ocorrem na Europa, Ásia e América do Norte.

## Espécies
- Dupontia cooleyi A. Gray
- Dupontia fisheri R. Br.
- Dupontia micrantha Holm
- Dupontia pelligera (Rupr.) Nyman
- Dupontia psilosantha Rupr.
- Dupontia scleroclada  Rupr.